# Biptices
BIPTICES
BIPTICES, es un grupo de teatro latinoamericano del Colégio Visconde de Porto Seguro en la unidad Panamby. El grupo fue creado a mediados de la década de 2000 y está formado por dos directores y seis miembros. La obra "Armazenamento em Falta" fue la última obra teatral hasta la fecha.
MIEMBROS
- Arthur Rizzi: brasileño de São Paulo que estudia el primer año de secundaria, último rol: El Jefe
- Leonardo Bedin: brasileño de São Paulo que estudia el primer año de secundaria, último rol: ID
- Lorena: brasileña de São Paulo que estudia el primer año de secundaria, último rol: Ana Julia
- Lucas Sandi: pacenõ boliviano estudiando el primer año de secundaria, último rol: Márcio
- Mel Gaspar: brasileño de São Paulo que estudia segundo año de secundaria, último rol: Roger
- Rafael Reis Rostock: Brasil-Argentino Portenõ cursando el primer año de secundaria, último rol: Superego
- Tom Zampieri Barros: brasileño de São Paulo que estudia el primer año de secundaria, último rol: Ego

</br> DIRECTOR
- Mariana "Mari" Medeiros: Actriz y Psicóloga
- Marrie Italiano: actriz y psicóloga
PRODUCCIONES DE TEATRO
- “Não é problema meu” – 2017, Relectura de la obra “ Metamorfose ” de Franz Kafka.
- “12 minutos para o Amor” – 2018, Romance.
- "Uma Comédia Tragédia dos Erros" - 2019, Relectura de Shakespeare
- “Armazenamento em Falta” – 2024, Drama Comedia psicológico realizado en producción Colectiva.
HIATO El grupo estuvo en pausa de 2020 a 2024 debido a la pandemia de Covid-19 y la falta de miembros.
- Datos: Q131451200